# Садынский национальный наслег
Садынский национальный наслег или Садынский национальный эвенкийский наслег — сельское поселение в Мирнинском районе Якутии Российской Федерации.
Административный центр — село Сюльдюкар.

## История
Статус и границы сельского поселения установлены Законом Республики Саха (Якутия) от 30 ноября 2004 года N 173-З N 353-III «Об установлении границ и о наделении статусом городского и сельского поселений муниципальных образований Республики Саха (Якутия)».

## Население
| 2002 | 2010 | 2011 | 2012 | 2013 | 2014 | 2015 | 2016 | 2017 |
| ---- | ---- | ---- | ---- | ---- | ---- | ---- | ---- | ---- |
| 359  | ↘318 | ↘316 | ↗321 | ↘314 | ↘293 | ↘278 | ↘273 | ↗274 |
| 2018 | 2019 | 2020 | 2021 |      |      |      |      |      |
| ↘271 | ↘268 | ↘264 | ↘263 |      |      |      |      |      |

## Состав сельского поселения
| № | Населённый пункт | Тип населённого пункта       | Население |
| - | ---------------- | ---------------------------- | --------- |
| 1 | Сюльдюкар        | село, административный центр | ↘263      |

## Местное самоуправление
Глава наслега:
- Оюров Иван Анатольевич